# Chuukglasögonfågel
Chuukglasögonfågel (Rukia ruki) är en starkt utrotningshotad fågel i familjen glasögonfåglar. Den förekommer enbart på en enda ö i västra Stilla havet.

## Utseende och läten
Chuukglasögonfågeln är en medelstor (14 cm), helmörk sångarliknande fågeln. Fjäderdräkten är enhetligt mörkbrun, med svart näbb, orangefärgade ben och en uppseendeväckande vit, tårformad teckning under ögat. Den livliga sången liknar mycket gyllenglasögonfågelns.

## Utbredning och status
Fågeln förekommer i skog och buskmark på ön Chuuk i östra Karolinerna. Världspopulationen är mycket liten, bestående av uppskattningsvis endast 300 till 400 häckande individer, och den tros minska i antal till följd av förändring av dess levnadsmiljö. Fram till 2012 kategoriserade internationella naturvårdsunionen IUCN arten som akut hotad, men har därefter nedgraderats till den lägre hotgraden starkt hotad efter uppgifter som visar att utbredningsområdet inte är lika fragmenterat som man tidigare trott.